# Archaeoindris
Archaeoindris is een uitgestorven lemuur uit de familie Palaeopropithecidae. De wetenschappelijke naam werd gepubliceerd door Standing in 1908. In het geslacht is één soort ingedeeld, Archaeoindris fontoynonti. De soort kwam voor in Madagaskar in het Laat-Pleistoceen en Holoceen.

## Voorkomen
Archaeoindris kwam voor op de boomsavannes en savannes van de centrale delen van Madagaskar.

## Uiterlijke kenmerken
Archaeoindris is de grootst bekende lemuur en ook een van de grootste primaten ooit. Met een gewicht van 160 tot 200 kg was zo groot als een mannelijke gorilla. Archaeoindris had een robuust lichaam met armen die langer dan de benen waren.

## Leefwijze
Archaeoindris kon vermoedelijk klimmen, maar gezien zijn grootte bracht het waarschijnlijk de meeste tijd door op de grond. Het was een folivoor.